# Kis Gergely
Kis Gergely (Backamadaras, 1738 – Székelyudvarhely?, 1788. április 25.) magyar református lelkész, egyházi író, főiskolai tanár.

## Élete
Székely nemesi családból származott. Tanulását a marosvásárhelyi collegiumban kezdte és azt ott elvégezve (1764), külföldi egyetemekre szándékozott menni – a hét éves háború miatt azonban a tanuló ifjak el voltak zárva a külföldre mehetéstől. Bécsbe ment, II. József magyar királytól magánkihallgatást kért és május 1-jén megnyerte az engedélyt. 1765-ben Baselbe ment, ahol két évet töltött, majd 1768-ban visszatért hazájába. Az református egyházi főtanács által tanárnak választották és október 20-án foglalta el állomását a székely-udvarhelyi collegiumban, amelynek aztán jeles tanára, igazgatója és második megalapítója lett. Kartársai így jellemzik őt: „Vala ő egy tiszta theologus, elmés philosophus, éles mathematikus, mindezeknél pedig nagyobb politikus, Grácziák ülnek vala ajkain, midőn testében kicsiny, de lelkében nagy vala; mindezekben igen dicséretes, de főképen az igazgatás és fenyíték törvényeinek megtartásában oly szerencsés, hogy az ifjúság félné is, szeretné is.” Érdekes életéből az is, hogy az országban utazó II. József császárral 1783. június 10-én Parajdon (ahova más két társával némi vallási sérelmek miatt küldték) micsoda beszélgetést tartott, amely saját jegyzetei szerint feltalálható az Erdélyi Prédikátori Tárban (1833). Az erdélyi főegyházi tanács érdemei méltánylásául generalis notáriussággal is megtisztelte. Sírja felett hálás tanítványai díszes emlékoszlopot emeltek, és 1867-ben az ifjúság a régi emlék helyett újat emelt. 1838-ban ugyancsak a tanulók annak az iskolaépületnek az udvarán, amelyet ő emelt, emlékoszlopot állítottak és emlékére minden ötödik évben emlékünnepélyt tartottak.

## Művei
- 1. Halotti oratio a halálnak rut és szép ábrázatjáról, melyet néhai mélt. gróf Tantsi Földvári Ferencz ő nagyságának utolsó tisztessége megadattatásának alkalmatosságával mondott N. Idán Bőjt előhava X. napján 1770. Kolozsvár, 1771. (Többek beszédeivel együtt.)
- 2. Kedves és tisztes Dániel néhai mélt. l. b. Vargyasi idősb Dániel István úr ő nagysága... áldott emlékezetét Pünköst havának XXIX. napján halotti oratióval tisztelte a vesszősi udvar-háznál 1774. eszt. Uo. 1775. (Többek beszédeivel együtt: Kedves emlékezete néhai idősb Vargyasi Dániel István úrnak cz. gyűjteményben.)
- 3. Agenda, az az: Egyházi szolgálatbéli okos isteni tisztelet módja. Melyet a felsőbbeknek parancsolatjára készített vala... Most pedig némely hozzá-adásokkal, az ezzel élni akaró szolga társaiknak hasznokra... közönségessé tett Szerentsi Nagy István. Győr, 1788.